# (34008) 2000 OB12
2000 OB12 (asteroide 34008) é um asteroide da cintura principal. Possui uma excentricidade de 0.23311950 e uma inclinação de 1.40412º.
Este asteroide foi descoberto no dia 23 de julho de 2000 por LINEAR em Socorro.